# Sudão do Sul nos Jogos Olímpicos de Verão de 2016
O Sudão do Sul competiu nos Jogos Olímpicos de Verão de 2016 no Rio de Janeiro, Brasil, de 5 a 21 de agosto. Esta foi a primeira participação do país em uma Olimpíada desde que ganhou a adesão pelo Comitê Olímpico Internacional (COI), em agosto de 2015.

## Atletismo
O Sudão do Sul recebeu vagas universalizadas da IAAF para enviar três atletas (dois masculinos e um feminino) para os Jogos Olímpicos. A Federação de Atletismo do Sudão do Sul nomeou Guor Marial, Santino Kenyi e Mangar Makur Chuot para ocupar estas vagas. Todavia, oito dias após o início dos jogos, o Comité Olímpico Nacional do Sudão do Sul notificou Chuot, cuja vaga já havia sido confirmada, via correio electrónico que ele havia sido removido da equipa.
Eventos de atletismo
| Atleta               | Evento             | Qualificatória | Qualificatória | Semifinal | Semifinal | Final     | Final |
| Atleta               | Evento             | Resultado      | Rank           | Resultado | Rank      | Resultado | Rank  |
| -------------------- | ------------------ | -------------- | -------------- | --------- | --------- | --------- | ----- |
| Santino Kenyi        | Homens, 1500 m     |                |                |           |           |           |       |
| Guor Marial          | Maratona masculina | —              | —              | —         | —         |           |       |
| Margret Rumat Hassan | Mulheres, 200 m    |                |                |           |           |           |       |